# Ollacheryphe facialis
Ollacheryphe facialis är en tvåvingeart som beskrevs av Townsend 1927. Ollacheryphe facialis ingår i släktet Ollacheryphe och familjen parasitflugor. Inga underarter finns listade i Catalogue of Life.